# Instagram雞蛋
Instagram雞蛋是帳號@world_record_egg在社交媒體平台Instagram上發布的雞蛋照片，很快就在網路爆紅，是Instagram現今按讚次高的貼文，直到2022年12月20日被梅西手捧世足賽獎盃的貼文超越前，曾維持約四年的最高讚紀錄，截至2022年11月超過5600萬個點讚數，並有超過330萬則留言（並非Instagram最高）。該帳戶的所有者是廣告創意人Chris Godfrey，後來他與他的兩個朋友Alissa Khan-Whelan和CJ Brown合作製作了一個以雞蛋為特色的Hulu廣告，旨在提高人們對心理健康的認識。

## 背景
這張照片最初是由Serghei Platanov拍攝，然後他於2015年6月23日將其發佈到Shutterstock，標題為“白色背景上的雞蛋”（eggs isolated on white background）。

## 歷史
2019年1月4日，@world_record_egg帳號創建，發布了一張雞蛋的圖片，並配文：“讓我們一起創造世界紀錄，在Instagram上成為最受歡迎的帖子。打破目前由凱莉·珍娜保持的世界紀錄（1800萬） ！”。
|  | Let's set a world record together and get the most liked post on Instagram. Beating the current world record held by Kylie Jenner (18 million)! We got this. |

該帖子在不到10天的時間內迅速獲得了1840萬個讚，成為有史以來最多讚的Instagram帖子。在接下來的48小時內，它的點讚數繼續增長至超過4500萬，超過了“Despacito”的YouTube音樂視頻，並成為歷史上所有社群媒體最多讚帖子世界紀錄。
2022年12月20日，原本位居第一寶座的雞蛋，遭到梅西在2022年國際足總世界盃奪冠時的捧盃照取代。。

## 外部連結
- Instagram雞蛋的Facebook專頁
- Instagram雞蛋的Instagram帳戶